# Stary Czekaj
Stary Czekaj (niem. Alt Czakai) – część Katowic, położona na terenie dzielnicy Dąbrówka Mała, powstała w XVIII wieku na zachód od rzeki Brynicy, wzdłuż ulicy Milowickiej i Żwirowej.

## Historia
Czekaj powstał w połowie XVIII wieku nad rzeką Brynicą jako przysiółek Dąbrówki Małej. Wówczas to znajdował się nad rzeką młyn, będący własnością Mateusza Czekaja z Kopanin Dąbrowskich, od którego nazwiska osada wzięła swoją nazwę. Wraz z powstaniem Nowego Czekaja w XIX wieku, przysiółek zaczęto nazywać Starym Czekajem. Przekształcił się on w osadę rolniczą usytuowaną wzdłuż ulic Milowickiej i Żwirowej. W 1926 roku w rejonie Starego Czekaja koncern Giesche uruchomił kopalnię piasku, która dostarczała piasek podsadzkowy na potrzeby kopalni „Giesche” (późniejszy „Wieczorek”). Po wyczerpaniu się zasobów, 19 lipca 1954 roku kopalnię zlikwidowano. W 1951 roku Stary Czekaj wraz z całą gminą Dąbrówka Mała włączono do powiatu miejskiego Szopienice, a w 31 grudnia 1959 roku do Katowic. Do lat 60. XX przez Stary Czekaj, równolegle do ulicy Strzelców Bytomskich wybudowano linię Północnej Magistrali Piaskowej nr 201. Magistralę tę zlikwidowano do połowy sierpnia 2013 roku.

## Charakterystyka
Stary Czekaj położony jest w północnej części Katowic, na terenie dzielnicy Dąbrówka Mała, przy granicy z Sosnowcem. Osada ta ciągnie się wzdłuż ulicy Milowickiej, pomiędzy Dąbrówką Małą a sosnowiecką dzielnicą Milowice. Ulica ta jest drogą powiatową o klasie drogi zbiorczej. Wzdłuż niej kursują autobusy na zlecenie ZTM. W Starym Czekaju znajdują się dwa przystanki autobusowe: Dąbrówka Mała Milowicka oraz Dąbrówka Mała Oczyszczalnia. Wzdłuż tej ulicy znajduje się jeszcze sześć budynków, stanowiących obiekty dziedzictwa kulturowego:
- ul. Milowicka 3 – dom z początku XX wieku w stylu historyzmu ceglanego,
- ul. Milowicka 6 – stacja pomp zakładów metalurgicznych Silesia z II połowy XIX wieku; styl historyzmu,
- ul. Milowicka 7 i 8 – domy mieszkalne,
- ul. Milowicka 9 – familok z końca XIX wieku w stylu historyzmu ceglanego,
- ul. Milowicka 10 – familok z 1936 roku posiadające skromne cechy funkcjonalizmu.

Według niektórych źródeł danych, zabudowa Starego Czekaja koncentruje się również przy ulicy Żwirowej.
Dolina Brynicy w Starym Czekaju stanowi teren otwarty będącego częścią zdegradowanego korytarza ekologicznego Brynicy. W Starym Czekaju znajduje się Gminny Punkt Zbiórki Odpadów MPGK, mechaniczno-biologiczno-chemiczna oczyszczalnia ścieków Dąbrówka Mała-Centrum (ul. Milowicka 9), której właścicielem są Katowickie Wodociągi oraz Dział Robót Drogowych Miejskiego Zarządu Ulic i Mostów w Katowicach. Wierni rzymskokatoliccy ze Starego Czekaja przynależą parafia pw. św. Antoniego z Padwy w Katowicach-Dąbrówce Małej.